# تلمبة احمد جرغة (جهاد أباد كرمان)
تلمبة احمد جرغة (بالإنجليزية: Tolombeh-ye Ahmad Jorgeh)‏ هي منطقة سكنية تقع في إيران في البلدة المركزية. يقدر عدد سكانها بـ 93 نسمة .